# No Mercy (2000)
No Mercy (2000) — третье по счёту шоу No Mercy, PPV-шоу производства американского рестлинг-промоушна World Wrestling Federation (WWF, ныне WWE). Шоу прошло 22 октября 2000 года на «Пепси-арена» в Олбани, Нью-Йорк, США.
В главном событии состоялся матч без дисквалификаций за титул чемпиона WWF. Скала защищал титул против Курта Энгла. Энгл победил Скалу и завоевал титул.

## Результаты
| №                                       | Матч | Тип матча                                      | Время |
| --------------------------------------- | --- | ---------------------------------------------- | ----- |
| 1                                       | «Братья Дадли» (Бубба Рэй Дадли и Ди-Вон Дадли) последними устранили Right to Censor (Папочка и Булл Бьюкенен) Другие участники: - Ло Даун (Чез и Ди’Ло Браун) - To Cool (Скотти 2 Хотти и Гранд Мастер Сексей) - Тэзз и Ворон | Командный матч на выбывание со столами         | 12:18 |
| 2                                       | APA (Брэдшоу и Фаарук) и Лита против Т&А (Альберт и Тест) и Триш Стратус закончился без результата | Смешанный командный матч                       | -     |
| 3                                       | Крис Джерико победил Икс-пака | Матч в стальной клетке                         | 10:40 |
| 4                                       | Right to Censor (Стивен Ричардс и Вэл Венис) победили Билли Ганна и Чайну | Командный матч                                 | 7:10  |
| 5                                       | Рикиши против Стива Остина закончился без результата | Матч без правил                                | 10:30 |
| 6                                       | Уильям Ригал (с) победил Голого Мидеона | Одиночный мачт за титул чемпиона Европы WWF    | 6:02  |
| 7                                       | «Лос Конкистадорес» (Конкистадор Дос и Конкистадор Уно) победили «Братьев Харди» (Джефф Харди и Мэтт Харди) | Командный матч за командное чемпионство WWF    | 10:58 |
| 8                                       | Трипл Эйч победил Криса Бенуа | Одиночный матч                                 | 18:44 |
| 9                                       | Курт Энгл (со Стефани Макмэн-Хелмсли) победил Скалу (c) | Матч без дисквалификации за титул чемпиона WWF | 21:45 |
| (с) — означает чемпиона на начало матча | |                                                |       |